# 精華町立精北小学校
精華町立精北小学校（せいかちょうりつ せいほくしょうがっこう）は、京都府相楽郡精華町下狛にある公立小学校。

## 沿革
- 1976年
  - 4月 - 義務教育施設対策協議会を設置
  - 12月 - 川西小学校の分離校の建設が下狛方面に方向づけられる
- 1977年
  - 1月 - 建設予定地が現在地に内定
  - 7月 - 入札を実施
  - 8月 - 着工（山城学校建設公社が一部を立替施工）
  - 10月 - 校名を精北小学校に決定
- 1978年4月 - 開校
- 1987年8月 - 6教室を増築
- 1999年7月 - コンピューター教室を設置
- 2000年11月 - 大規模改造Ⅰ期工事竣工
- 2001年10月 - 大規模改造Ⅱ期工事竣工
- 2010年2月 - 体育館の耐震補強工事竣工

## 卒業後の主な進路
- 精華町立精華中学校

## 交通アクセス
- 片町線 下狛駅下車
- 近鉄京都線 狛田駅下車

## 通学区域が隣接している学校
- 精華町立川西小学校
- 木津川市立棚倉小学校
- 京田辺市立三山木小学校
- 京田辺市立普賢寺小学校